# Vietnámi Nemzeti Egyetem
A Vietnámi Nemzeti Egyetem Vietnám egyetlen egyeteme. Székhelye Ho Si Minh-városban található.

## Története
Vietnám első egyeteme az 1958-ban alapított Saigon Egyetem volt. Ez egészen 1975-ig működött, amikor a kommunista hatalomátvételkor a tanárokat elüldözték, és az egyetem megszűnt, több kisebb főiskolára esett szét.